# 603 (szám)
A 603 (római számmal: DCIII) egy természetes szám.

## A szám a matematikában
A tízes számrendszerbeli 603-as a kettes számrendszerben 1001011011, a nyolcas számrendszerben 1133, a tizenhatos számrendszerben 25B alakban írható fel.
A 603 páratlan szám, összetett szám, kanonikus alakban a 32 · 671 szorzattal, normálalakban a 6,03 · 102 szorzattal írható fel. Hat osztója van a természetes számok halmazán, ezek növekvő sorrendben: 1, 3, 9, 67, 201 és 603.
A 603 négyzete 363 609, köbe 219 256 227, négyzetgyöke 24,55606, köbgyöke 8,44836, reciproka 0,0016584. A 603 egység sugarú kör kerülete 3788,76074 egység, területe 1 142 311,363 területegység; a 603 egység sugarú gömb térfogata 918 418 336,0 térfogategység.